# Българско училище „Васил Априлов“ (Шарлът)
Българското училище „Васил Априлов“ е училище на българската общност в град Шарлът, щата Северна Каролина, САЩ. Създадено е през 2009 г. През учебната 2019/2020 г. в него се обучават 58 деца. Към 2011 г. директор на училището е Галина Йорданова.

## История
Училището е открито на 4 октомври 2009 г. по инициатива и под ръководството на Галина Мандева-Йорданова и Албена Радева, които си поставят за цел то да се превърне в средище на българската общност и да съхранява българския език и култура. От 2010 г. училището има лиценз от Министерството на образованието на България.
През октомври 2017 г. училището подписва споразумение с училищната администрация за района на Шарлът и окръг Мекленбърг.

## Ученици
Брой на учениците през учебните години:
- 15 – учебна 2009/2010 г.[1]
- 58 – учебна 2019/2020 г.[1]